# Yada Kimio
Yada Kimio (jap. 矢田 喜美雄; * 17. September 1913; † 4. Dezember 1990) war ein japanischer Hochspringer.
Bei den Olympischen Spielen 1936 in Berlin wurde er Fünfter mit 1,97 m.
Seine persönliche Bestleistung von 1,98 m stellte er am 24. September 1933 in Tokio auf.